# Amphiascus dentiformis
Amphiascus dentiformis är en kräftdjursart som beskrevs av Coull 1971. Amphiascus dentiformis ingår i släktet Amphiascus och familjen Diosaccidae. Inga underarter finns listade i Catalogue of Life.